# Oriolus forsteni
Papa-figos-de-ceram ou papa-figos-de-seram (Oriolus forsteni) é uma espécie de ave da família Oriolidae.
É endémica da Indonésia.
Os seus habitats naturais são: florestas subtropicais ou tropicais húmidas de baixa altitude.